# Allan Houser

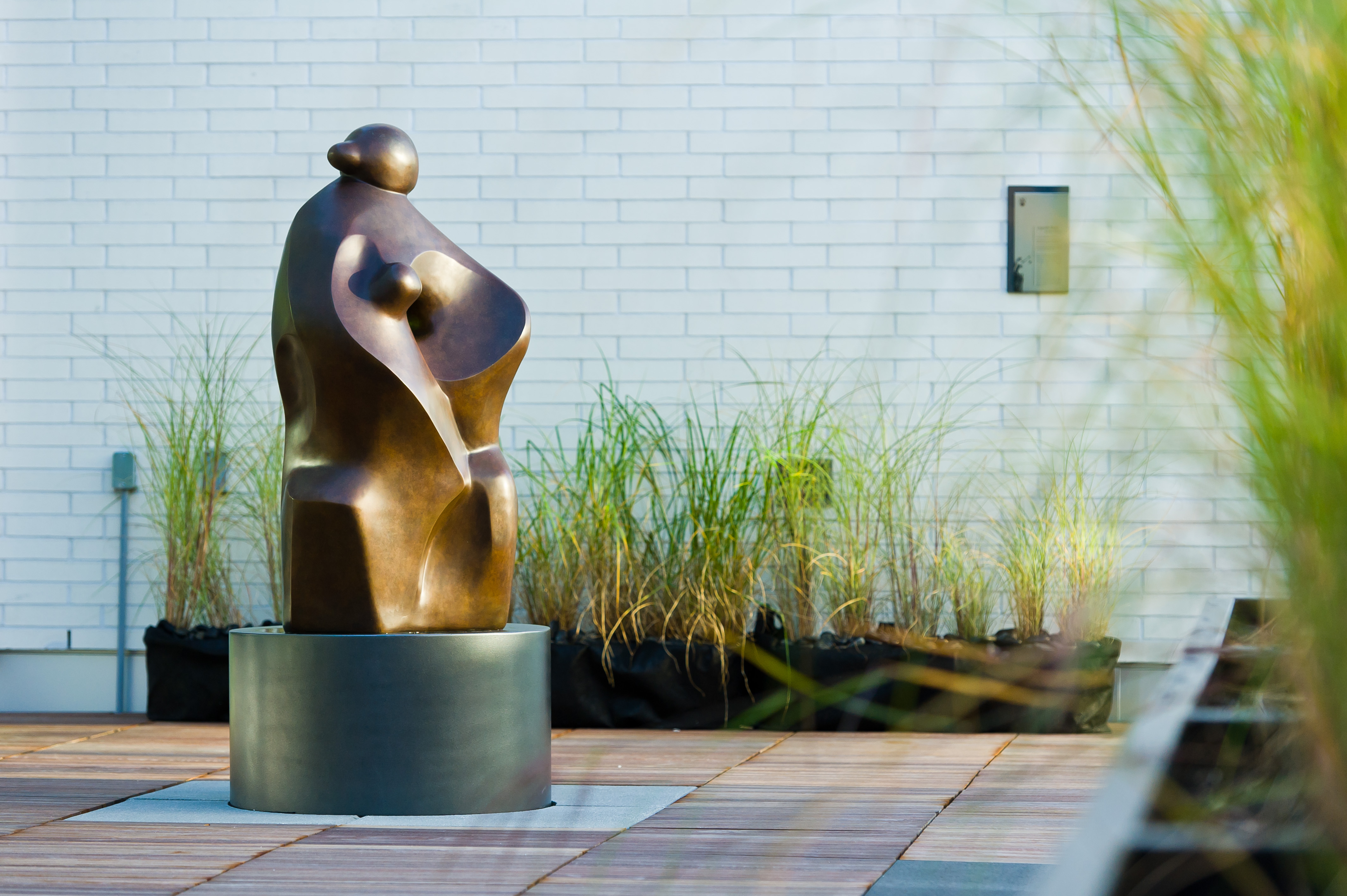
Legends Begin, Vancouver, Kanada.

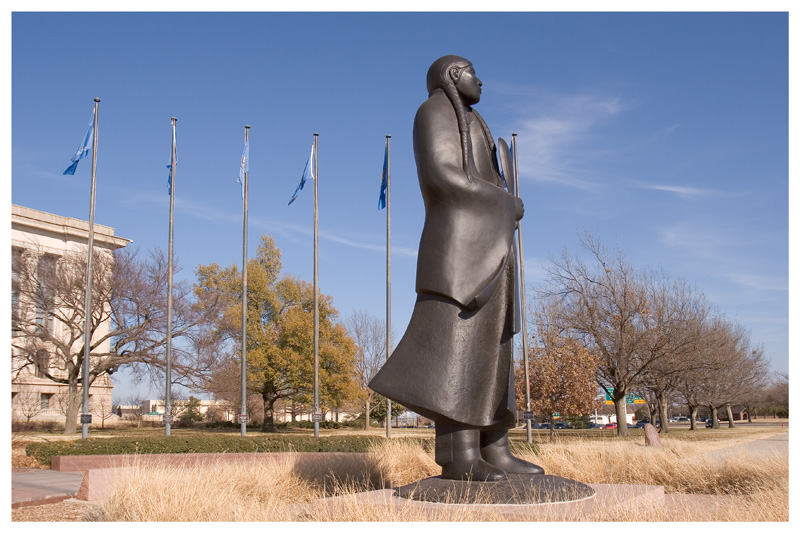
As Long as the Waters Flow, Oklahoma City

Allan Capron Houser, född Allan Capron Haozous 1914 nära Apache i Oklahoma i USA, död 22 augusti 1994 i Santa Fe i New Mexiko i USA, var en amerikansk skulptör, målare och bokillustratör av chiricahuaappachehärkomst.
Allan Capron Houser var son till Sam och Blossom Haozous. Han växte upp på sina föräldrars gård, där det bland annat drevs fårskötsel. Han gick i skola på Boone Public School i Apache och utbildade sig från 1936–1937 i målning för Dorothy Dunn på The Studio School på Santa Fe Indian School i New Mexiko i New Mexiko.
Han hade sin första separatutställning på Museum of New Mexico 1937. Han fick uppdrag för muralmålningar i Inrikesministeriets byggnad i Washington, D.C. 1939 och 1940. År 1940 studerade han muralmålning för Olle Nordmark i Fort Sill. Han flyttade 1941 till Los Angeles, där han på utställningar mötte och influerades av modernistisk skulptur av Constantin Brancusi, Jean Arp, Jacques Lipchitz och Henry Moore. Han studerade skulptur och målning på Utah State University i Logan i Utah 1948, 1952 och 1953.
Han vare lärare i skulptur på Intermountain Indian School i Brigham City i Utah 1951–1962 och illustrerade under denna period barnböcker och skapade skulptur i mindre skala. Mellan 1962 och 1975 undervisade han i skulptur på Institute of American Indian Art i Santa Fe.
President Joe Biden lät vid sitt tillträde 2021 dekorera Oval Office med Allan Housers ryttarstaty Swift Messenger i brons. Den föreställer en galopperande apachekrigare, nedåtböjd och utan stigbyglar och med mockasiner med uppåtböjd tåhätta. Den placerades på översta hyllan i den inbyggda bokhyllan i väggnischen till vänster om presidentens skrivbord. Skulpturen skapades 1950 och gavs i present av Allan Houser till den japanskamerikanske senatorn Daniel Inouye från Hawaii. Efter dennes död skänktes skulpturen av senatorns änka till National Museum of the American Indian, vilket lånat ut verket till Vita huset.
Han gifte sig 1939 med Anna Maria Gallegos från Santa Fe. Paret hade tre barn.

## Offentliga verk i urval
- Comrades in Mourning, carraramarmor, omkring 1948, Haskell Institute i Lawrence, Kansas
- Offering of the Sacred Pipe, 1985, USA:s beskickning till Förenta Nationerna i New York
- The Future, utanför 500 Marquette Building, Albuquerque, 1986
- As Long as the Waters Flow, brons, 1989, utanför Oklahoma Capitol building, Oklahoma City
- Raindrops, brons, 1993, James A. Michener Art Museums skulpturpark, Doylestown, Pennsylvania

## Bildgalleri

Detalj av väggmålningen Singing Love Songs, 1940, i USA:s inrikesdepartements byggnad i Washington, D.C
Detalj av väggmålningen Singing Love Songs, 1940, i USA:s inrikesdepartements byggnad i Washington, D.C
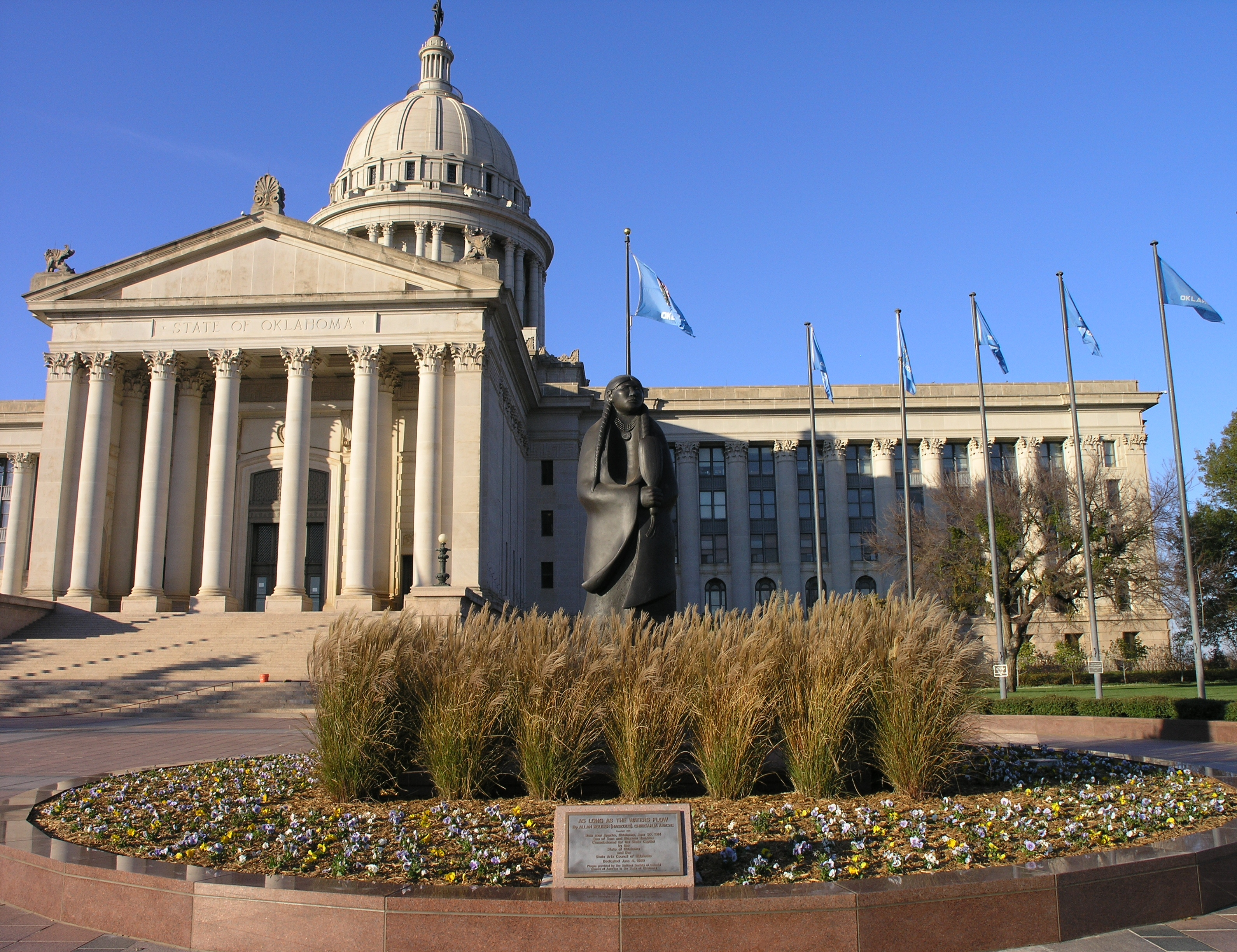
As Long as the Waters Flow med Oklahoma Capitol building i bakgrunden, Oklahoma City
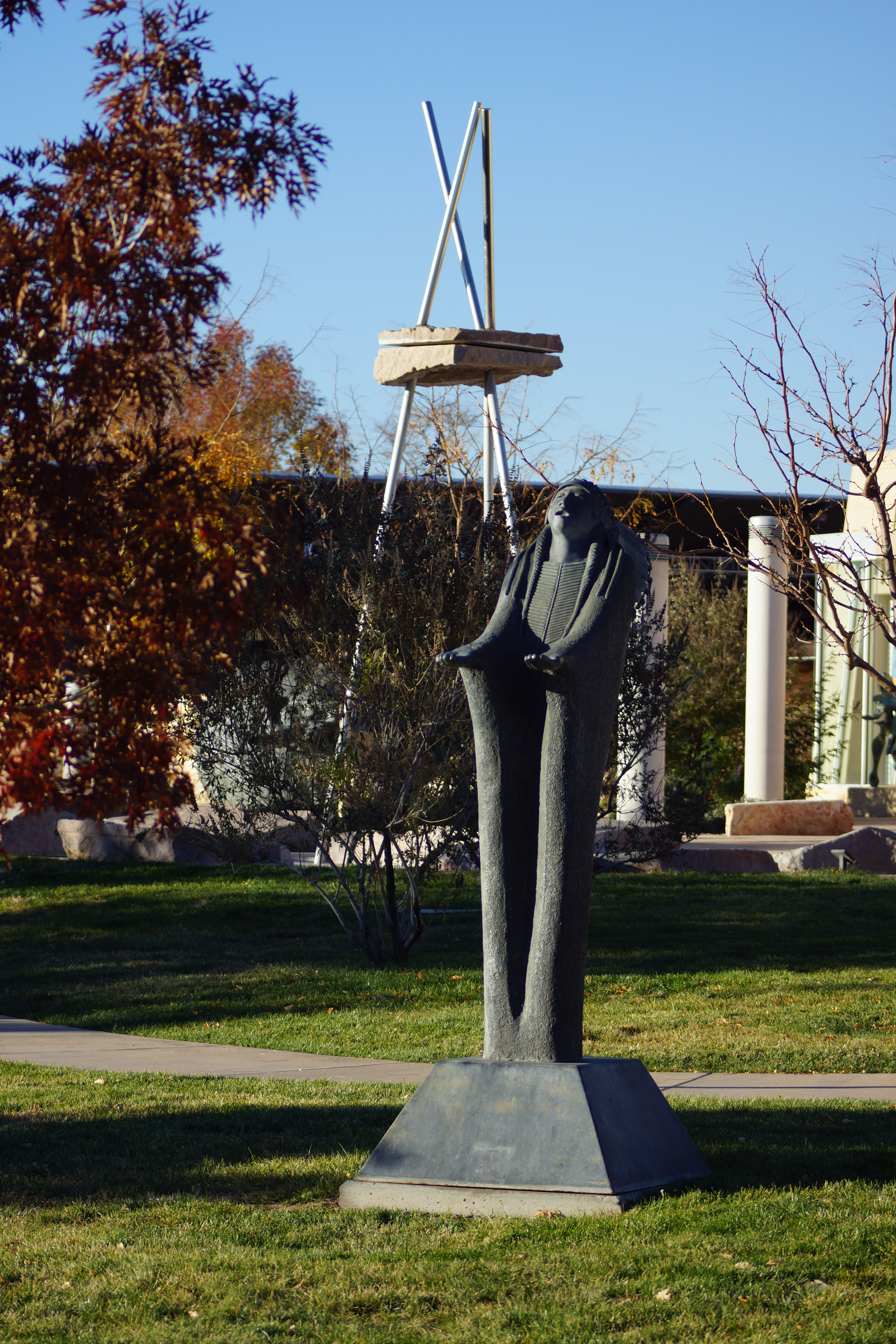
Prayer, brons, utanför Albuquerque Museum of History and Art, Albuquerque
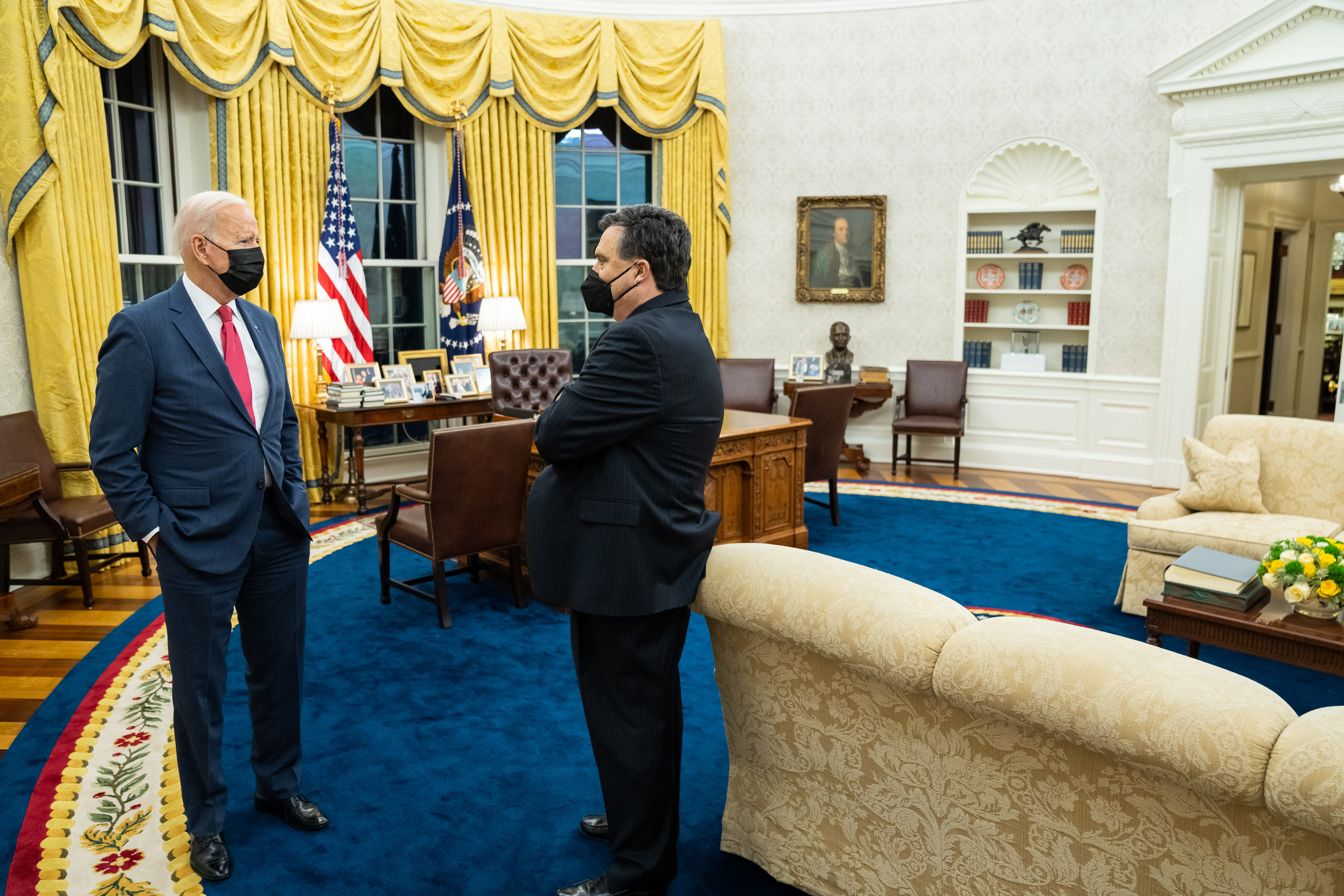
President Joe Biden med stabschefen Ron Klain i Ovala rummet. Allan Housers Swift Messenger syns till höger, högst upp i den inbyggda bokhyllan.